# BugMeNot

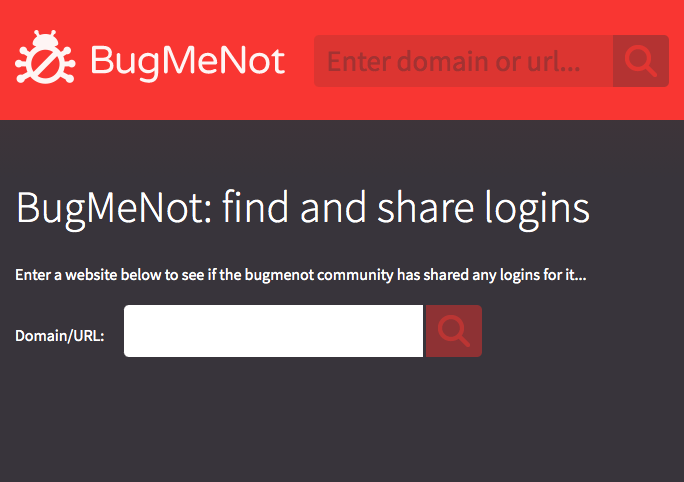
Page d'accueil du site BugMeNot.

BugMeNot est un site web permettant de consulter et de compléter une base de données de couples login/mot de passe pour consulter des sites nécessitant de s'enregistrer sans avoir à s'enregistrer ou à fournir une adresse courriel. Le concept du site est basé sur le constat que tous ces enregistrements requis sont parfaitement inutiles : soit parce qu'il était possible pour l'éditeur du site de laisser l'accès à la page sans qu'il soit nécessaire d'en savoir plus sur qui la consulte, soit parce que, de toute façon, la plupart des utilisateurs contournent l'obstacle en créant un compte puis en fournissant des données quelconques, puis une fois le site consulté, le mot de passe est oublié. Ces comptes créés à la va-vite sont nombreux et encombrent les sites qui en sont victimes.

## Objectifs
BugMeNot a ainsi plusieurs objectifs :
- le créateur de BugMeNot a voulu que les utilisateurs qui créent ces comptes factices puissent les partager pour éviter la multiplication de comptes factices ;
- en évitant cette création de comptes inutiles supplémentaires, BugMeNot décharge les bases de données des comptes, et fait donc économiser des coûts d'infrastructure ou de bande passante à l'hébergeur ;
- le site est également utilisé pour visiter un site avant de s'inscrire, pour savoir s'il en vaut la peine ;
- certains sites se servent des adresses de Courrier électronique, données lors de l'inscription, pour constituer des listes et envoyer du spam. Utiliser BugMeNot permet donc d'épargner sa boîte courriel (à moins d'utiliser un service de redirection de courriel temporaire[1]).

Les forums sont également la cible de BugMeNot. Il a pour principe de ne contourner que les enregistrements inutiles : ainsi tous les comptes permettant d'accéder à des sites payants sont supprimés de la base.
Depuis la création du site en 2003, les utilisateurs ont pris l'habitude lors de la création des comptes factices de donner un couple (nom d'utilisateur, mot de passe) qui soit simple et reconnaissable, comme [bugmenot / bugnotme], [bugmenot / dontbugme], [bugmenot / stopbuggingme], ou encore [b1m2n3 / b3m2n1], etc.
Il existe une extension pour Firefox , une pour Google Chrome et une autre pour Internet Explorer qui permet, en cliquant dans le champ d'un formulaire, de chercher avec quoi le remplir. À défaut des données, l'extension ouvre une fenêtre externe pour ajouter un compte à la base.
Pour un exemple d'utilisation de BugMeNot avec le site du New York Times, l'une des cibles privilégiées de BugMeNot : il est d'ailleurs le site qui requiert, selon l'auteur de BugMeNot, « l'enregistrement le plus inutile qui soit », il suffit de se rendre à l'URL http://www.bugmenot.com/view/www.nytimes.com